# Ioan Răuțescu
Ioan (Ion) Răuțescu (n. 1 octombrie 1892, Dragoslavele, Argeș, România – d. 19 mai 1974, Dragoslavele, Argeș, România) a fost un preot, monografist istoric, paleograf, colecționar de documente vechi, publicist și folclorist român care s-a ocupat cu precădere de cercetarea istoricului zonei Muscel, redactând patru monografii dedicate zonei amintite, lucrări premiate de Academia Română, Secțiunea Istorie.

## Biografie

### Copilăria
Ioan Răuțescu s-a născut la 1 octombrie 1892 , în comuna Dragoslavele, fostul județ Muscel, actualmente județul Argeș, fiind primul dintre cei nouă copii ai familiei Ion și Paraschiva Răuțescu. Tatăl său, Ion Răuțescu (n. 24 ianuarie 1860 – d. 14 octombrie 1916) a fost ucis în fața casei, de un proiectil de artilerie, în timpul Primului Război Mondial, comuna Dragoslavele fiind teatru de luptă. De asemenea, fratele mai mic al preotului Ioan Răuțescu, Daniil Răuțescu (n. 1896 – d. 1916), moare în 1916, în luptele de la trecătoarea Bratocea, numele său regăsindu-se pe Mausoleul de la Mateiaș, ridicat în cinstea eroilor căzuți în luptele din Primul Război Mondial.

### Educație și formare
După absolvirea cursurilor școlii primare din comuna Dragoslavele, purtând în suflet cuvintele mamei sale: „Te trimit la școală, să devii profesor sau preot, cu condiția să te întorci în sat” , Ioan Răuțescu urmează, între anii 1905-1913, Seminarul Central din București. Aici dovedește pasiune pentru limbile străine și întreprinde primele investigații de cercetare a unor lucrări și documente la Biblioteca Academiei Române.
După terminarea Seminarului, la 29 septembrie 1913, se căsătorește cu Maria Arsulescu, verișoara dramaturgului Tudor Mușatescu. În timpul îndelungatei lor căsătorii (61 de ani) au rezultat 9 copii, dintre care au supraviețuit 6: Nicolae, Ana, Vasilica, Maria Rodica, Sofia și Elena „Puica”.
În perioada 1927-1931, Ioan Răuțescu urmează, ca student bursier, Facultatea de Teologie din București, dovedind înclinații pentru învățarea limbilor greacă, slavonă, ebraică, franceză și germană. Se documentează la Arhivele Statului și Biblioteca Academiei Române în vederea elaborării tezei de licență referitoare la Mănăstirea Aninoasa, din județul Muscel. Susține teza la 31 octombrie 1931, obținând nota maximă.

### Activitatea profesională
La 25 ianuarie 1914, Ioan Răuțescu este hirotonit de către arhiereul Teofil Mihăilescu, vicarul Sfintei Mitropolii a Ungrovlahiei, ca diacon al Bisericii Sf. Vasile, din Calea Victoriei, București, iar a doua zi, 26 ianuarie 1914, ca preot în Catedrala Sf. Ioan din Ploiești, pe seama bisericii filiale cu hramul "Înălțarea Domnului", din comuna natală Dragoslavele. Până la data de 1 octombrie 1920, Ioan Răuțescu a fost preot ajutător, iar după aceea preot paroh la aceeași biserică, ridicată la rangul de parohială prin Decretul Nr. 3431 din august 1920. A slujit la această biserică până la pensionare, în 1968. 
Alături de activitatea sa pastorală, din 1914 până în 1920, Ioan Răuțescu a predat religia, ca învățător suplinitor la școala primară din Dragoslavele.
Timp de 25 de ani, între 1925-1950, preotul Ioan Răuțescu a fost neîntrerupt președintele Cercului Preoțesc Rucăr și, câțiva ani, membru și, ulterior, președinte în Comisia de Judecată Protopopească, de pe lângă Protoieria din orașul Câmpulung.
Pentru felul cum a știut să-și facă datoria de păstor, a primit următoarele distincții: Cu Ordinul Sfintei Mitropolii a Ungrovlahiei Nr. 4921 din 31 octombrie 1925 - dreptul de a purta brâu și culion albastru, cu Ordinul Nr. 9786/1930 - dreptul de a purta brâu roșu, iar în 1944 Protoieria de Muscel a făcut cunoscut că Sfânta Mitropolie a acordat lui Ioan Răuțescu rangul de preot iconom stavrofor. Hirotesia s-a făcut de P.S. arhiereu vicar Veniamin Pocitan, la începutul lunii februarie 1944. 

## Moartea și posteritatea
Ioan Răuțescu s-a stins din viață în casa familiei, în Dragoslavele, la 19 mai 1974. Este înmormântat în curtea bisericii "Înălțarea Domnului" din Dragoslavele.
După 1990, prin grija celei mai mici fiice ale sale, Elena Răuțescu-Petroșanu, o parte dintre lucrările preotului Ioan Răuțescu au fost reeditate.
În centrul orașului Câmpulung, lângă Biserica Sf. Nicolae, din capătul bulevardului Negru-Vodă, vis-a-vis vizavi de bustul întemeietorului și primului domnitor al Țării Românești, Negru-Vodă, a fost ridicat în anul 2004 bustul preotului Ioan Răuțescu.
Prin decizia Primăriei din Câmpulung, strada dr. Petru Groza a devenit strada Ioan Răuțescu. De asemenea, Căminul Cultural din Dragoslavele îi poartă astăzi numele. 

## Opera
Colinde (1919), în Biblioteca "Dumineca Poporului", nr.1.

### Monografii istorice
- Dragoslavele, ed.1 (1923), scrisă în colaborare cu folcloristul Constantin Rădulescu-Codin.
- Mănăstirea Aninoasa (1933)
- Dragoslavele, ed. a 2-a (1937)
- Topoloveni (1939), cu o prefață de Ion Mihalache.
- Câmpulung-Muscel. Monografie istorică (1943)

### Articole (listă selectivă)
- Ioan Răuțescu, Zaharia Petrescu, Schitul Cetățuia Negru Vodă, în „Glasul Bisericii”, an XV, 1956, nr. 3-4, p. 152-162.
- Ioan Răuțescu, Bisericile din Boteni – Muscel și slujitorii lor, în „Glasul Bisericii”, 1964, nr. 9-10, p. 883-896.
- Ioan Răuțescu, Catagrafia fostului județ Muscel, făcută la anul 1840 din porunca mitropolitului Neofit, în „Glasul Bisericii”, 1965, nr. 9-10, p. 875-900.
- Ioan Răuțescu, Bisericile din Rucăr (Muscel), în: „Glasul Bisericii”, 1961, nr. 9-10, p. 818-836.
- Ioan Răuțescu, Călătoria mea la mormintele ostașilor germani din România, în „Biserica Ortodoxă”, 1929, nr. 2, p. 126-129.
- Ioan Răuțescu, Câteva diate vechi, în „Biserica Ortodoxă Română”, 1928, nr. 9, p. 810-815.
- Ioan Răuțescu, Contribuțiuni la cunoașterea preoțimii de mir din trecut, în „Biserica Ortodoxă Română”, 1924, nr.1, p. 15-22.
- Ioan Răuțescu, Documente privitoare la Mânăstirea Câmpulung și satele Bădeni și Stoenești, în „Biserica Ortodoxă Română”, 1927, nr. 10, p. 604-608.
- Ioan Răuțescu, Două acte privitoare la Mitropolitul Filaret I, în „Biserica Ortodoxă Română”, 1926, nr. 2, p. 69-71.
- Ioan Răuțescu, Două acte privitoare la Mitropolitul Grigore al II-lea, în „Biserica Ortodoxă Română”, 1925, nr. 6, p. 335-336.
- Ioan Răuțescu, Egumenul Mânăstirii Câmpulung, Vasile Geabelea, în „Biserica Ortodoxă Română”, 1931, nr. 10, p. 602-608.
- Ioan Răuțescu, Felurite porunci din timpul păstoriei Mitropolitului Neofit al II-lea al Ungrovlahiei, în „Glasul Bisericii”, 1966, nr. 11-12, p. 1088-1095.
- Ioan Răuțescu, Felurite porunci din timpul păstoriei Mitropolitului Neofit al II-lea al Ungrovlahiei. (Note bibliografice), în „Studii Teologice”, seria II, an XIX, 1967, nr. 7-8, p. 544.
- Ioan Răuțescu, Formalitățile ce se îndeplineau la hirotonii și cununii la jumătatea secolului al XIX-lea, în „Glasul Bisericii”, 1962, nr. 7-8, p. 779-784.
- Ioan Răuțescu, Însemnări de pe cărțile vechi bisericești, în „Biserica Ortodoxă Română”, 1928, nr. 3, p. 236-243.
- Ioan Răuțescu, Legăturile Mânăstirii Câmpulung cu vama domnească de la Dragoslavele, în „Glasul Bisericii”, 1972, nr. 3-4, p. 425-431.
- Ioan Răuțescu, O carte de judecată a Mitropolitului Filaret, în „Biserica Ortodoxă Română”, 1926, nr. 3, p. 179-181.
- Ioan Răuțescu, Preoți din Ardeal refugiați în județul Muscel la 1849, în „Biserica Ortodoxă Română”, 1936, nr. 1-2, p. 148-152, 182.
- Ioan Răuțescu, Sarindarul, în „Biserica Ortodoxă Română”, 1927, nr. 7, p. 406-408.
- Ioan Răuțescu, Schitul Nămăiești, în „Glasul Bisericii”, 1957, nr. 8-9, p. 565-585.
- Ioan Răuțescu, Școala Domnească din Câmpulung-Muscel, în „Glasul Bisericii”, 1961, nr. 7-8, p. 696-705.
- Ioan Răuțescu, Un manuscris din 1833 privitor la zidirea și înființarea unei biserici lângă orașul Câmpulung-Muscel, în „Glasul Bisericii”, 1960, nr. 9-10, p. 816-823.
- Ioan Răuțescu, Trei protopopi musceleni din sec. al XIX-lea, în „Glasul Bisericii”, 1970, nr. 9-10, p. 1012-1027.
- Ioan Răuțescu, Știri documentare privitoare la biserica din Schitu Golești (Muscel), în „Glasul Bisericii”, 1962, nr. 9-10, p. 864-877.
- Ioan Răuțescu, Un obiceiu vechiu. (Adălmașul), în "Buna Vestire", An I, Nr. 10, 30 Aprilie 1923.

### Prelucrări
- Oaia pierdută (1927), în colecția "Ia și citește" - Biblioteca Cercului de Publicațiuni religioase-morale, Tipografia "România Mare", București.

### Traduceri
- Ortlepp, Fritz. Luptele din regiunea Bran și Dragoslavele. Ed. Phoenix, 2003. p. 168. ISBN 9789738416123. OCLC 895754123.

## Premii
- Premiul Grigore Angelescu (1924), acordat de Academia Română, secțiunea Istorie, pentru monografia Dragoslavele, ed.1
- Premiul V. Adamachi (divizibil) (1940), acordat de Academia Română, secțiunea Istorie, pentru monografia Topoloveni (1939)
- Premiul Dr. Cornel Nicoară (1945), acordat de Academia Română, secțiunea Istorie, pentru monografia Câmpulung-Muscel (1943)